# Кумеджіма
Кумеджі́ма (яп. 久米島町, くめじまちょう, МФА: [kumed͡ʑima t͡ɕoː]?) — містечко в Японії, в повіті Шімаджірі префектури Окінава.  Отримало статус містечка 2002 року. Площа становить 63,50 км². Станом на 1 липня 2012 року населення складало 8397  осіб, густота населення — 132 осіб/км².   

Протягом 1429—1871 років територія Куме входила до складу Рюкюської держави. 1871 року остання була перетворена на японський автономний уділ Рюкю. 1879 року цей уділ анексувала Японська імперія, яка перетворила його на префектуру Окінава.